# Dżandar (Syria)
Dżandar (arab. جندر) – miejscowość w Syrii, w muhafazie Hims. W 2004 roku liczyła 3423 mieszkańców.